# El Veïnat de Baix (Bula d'Amunt)
El Veïnat de Baix és un veïnat del terme comunal de Bula d'Amunt, a la comarca del Rosselló, de la Catalunya Nord. Està situat a la zona central-septentrional del terme comunal de Bula d'Amunt.